# Superhumans Center
Das Superhumans Center ist eine orthopädische Fachklinik für die Behandlung und Rehabilitation von Kriegsopfer, die durch Amputation auf eine Prothese angewiesen sind.
Schwerpunkt der Klinik ist eine personalisierte Rekonstruktion von Körperteilen, Hauttransplantation, Exoskeletten aber auch die psychologische Unterstützung der Patienten.
Es werden mehrere Abteilungen betrieben, darunter chirurgische, traumatologische, physikalische, PTSD- und eine pädiatrische Rekonstruktionsabteilung.
Am 14. April 2023 wurde das Krankenhaus in Wynnyky, Oblast Lwiw nach nur 8-monatiger Umbauzeit unter Beisein der Präsidentengattin Olena Selenska und dem Gesundheitsminister Wiktor Ljaschko feierlich eröffnet.
Im Aufsichtsrat der Klinik ist u. a. die Ehefrau des Präsidenten Olena Selenska tätig und unter den Unterstützern findet man den Rocksänger Sting, den Schauspieler und Regisseur Liev Schreiber, die britische Virgin Group und diverse US-amerikanische Charity Organisationen, die unter das U.S. Wohltätigkeitsorganisationen, die unter die 501(c) (3) fallen.
Am 5. November 2022 versteigerte der ukrainische Sänger und Schauspieler Andrij Danylko, bekannt auch unter seinen Künstlernamen Verka Serduchka, über das Londoner Auktionshaus Sotheby’s für 250.000 £ seinen 1974er Rolls-Royce, der einst Freddie Mercury gehörte, um mit dem Verkauf des Wagens das Superhumans Center zu unterstützen. Der Wagen, der 2013 von Danylko für 75.000 £ ersteigert wurde, erzielte dadurch, dass das Aktionshaus auf die Käuferprämie verzichtete, zusätzliche 36.250 £, womit dem Superhumas Center eine Gesamtsumme von 286.250 £ (etwa 328.900 €) zufloss.